# Dromod
Dromod (en irlandès Dromad o "la carena") és una vila de la República d'Irlanda, al Comtat de Leitrim. És un important poble pesquer als llacs Bofin i Boderg, que s'enfila pel riu Shannon.

## Demografia
Entre 2002 i 2006 la població de Dromod va augmentar de 511 a 700 habitants, mentre que en el cens de 2011 hi havia enregistrats 891 habitants.

## Estació de Dromod
- El poble té una estació en la línia de ferrocarril Dublín-Sligo que connecta ferroviàriament Sligo amb Dublín Connolly. L'estació de Dromod va obrir el 3 de desembre 1862 i roman en funcionament, tot i el seu tancament per a transport de mercaderies el 3 de novembre de 1975[1]
- Dromod també tenia una estació de ferrocarril de via estreta en la Línia de Cavan i Leitrim. Es va inaugurar el 24 d'octubre 1887 i es va tancar l'1 d'abril de 1959.[1] Una secció curta de la línia de via estreta s'ha reobert a l'estació com a part dels esforços de conservació.